# はい作業主任者
はい作業主任者（はいさぎょうしゅにんしゃ）は、労働安全衛生法に定められた作業主任者（国家資格）のひとつであり、はい作業主任者技能講習を修了した者の中から事業者により選任される。また、主任者となるための技能講習を修了した者すなわち資格取得者のこと、あるいは資格そのものを指すこともある。

## 概要
倉庫、上屋、土場においての、ばら物（穀物等）以外の荷の高さが2メートル以上の荷の積上げ、積卸し（はい作業）を行う際の労働災害を防止する。

### 「はい」の定義
はい作業主任者技能講習規程によれば、「はい」とは、「倉庫、上屋又は土場に積み重ねられた荷の集団」をいうこととされている。

### 「はい」の由来
「はい」の由来は、「はえ」であり、漢字では「掽」（JIS X 0213 2-13-27、ユニコード：U+63BD）（「椪」は誤り）である。日本国語大辞典によれば、次の見出しがある。
- はえ（掽）名詞、（動詞「はえる （掽）」の連用形の名詞化）　木材や米俵などを積み上げた山。またそれを数えるのにいう[3]。
- はえる（掽）（他ハ下一）、（動詞「はえる（延）」からか）俵や木材を形をととのえて積み上げる。掽積みにする。　用例：和漢三才図会-十五「掽（ハヘル）凡材木及米俵積層（つみかさぬる）、皆曰掽（ハヘル）」[4]
- はえづみ（掽積）名詞、　米俵や材木などを形を整えて積み上げること。下を方形などにし、その上に向きをかえて同数のものを積み上げていく方法や、杉掽（すぎばえ）の形に積み上げる方法などがある[5]。
- すぎばえ（杉掽・杉生）名詞、（杉形掽（すぎなりばえ）の意）杉のそびえている形のように、俵や酒樽などを三角形に積み上げること（コトバンクの図[6]を参照）。すぎなり[7]。

## 受講資格
- はい付け又ははいくずしの作業に3年以上従事した経験を有する者

## 技能講習
都道府県労働局長登録教習機関が実施する。詳細は都道府県労働基準協会等に問い合わせる必要がある。

### 講習科目
はい作業主任者技能講習規程（1972年労働省告示第106号）による講習科目は次のとおり。区別のため「はい」は斜体とする。
1. はい（倉庫、上屋又は土屋に積み重ねられた荷の集団をいう。）に関する知識（3時間）
2. 人力によるはい付け又ははい崩しの作業に関する知識（5時間）
3. 機械等によるはい付け又ははい崩しに必要な機械荷役に関する知識（3時間）
4. 関係法令（1時間）
5. 修了試験（筆記）